# Ernst Grünthal
Pour les articles homonymes, voir Grünthal.
Ernst Grünthal né le 26 octobre 1894 à Beuthen et mort le 5 janvier 1972 à Berne est un psychiatre, neurologue, neuroanatomiste et neuropathologiste germano-suisse.

## Biographie

### Origines et famille
Ernst Grünthal naît le 26 octobre 1894 à Beuthen, en Haute Silésie, une province du royaume de Prusse devenue par la suite division territoriale de la Pologne. Il est originaire de Bolligen, dans le canton de Berne. Son père se nomme Adolf Grünthal ; sa mère, Selma Zerkowski.
Il épouse Thekla Cäcilia Wachter en 1923.

### Études et service militaire
Il effectue ses études secondaires à Beuthen et étudie la médecine de 1913 à 1920 aux universités de Lausanne, Heidelberg, Breslau et Munich. Il prend part à la première Guerre mondiale dans l'armée allemande comme médecin assistant de terrain pendant deux ans et demi et est décoré de la croix de fer de première classe.
À Munich, il est l'assistant d'Emil Kraepelin ; il obtient son doctorat en 1922 et réussit l'examen d'État en 1924.

### Parcours professionnel
En 1927, Ernst Grünthal est habilité médecin-chef à Würzbourg en neurologie et psychiatrie. Licencié en 1934 en raison de ses origines juives, il trouve un emploi emploi à la clinique psychiatrique universitaire de la Waldau à Berne.

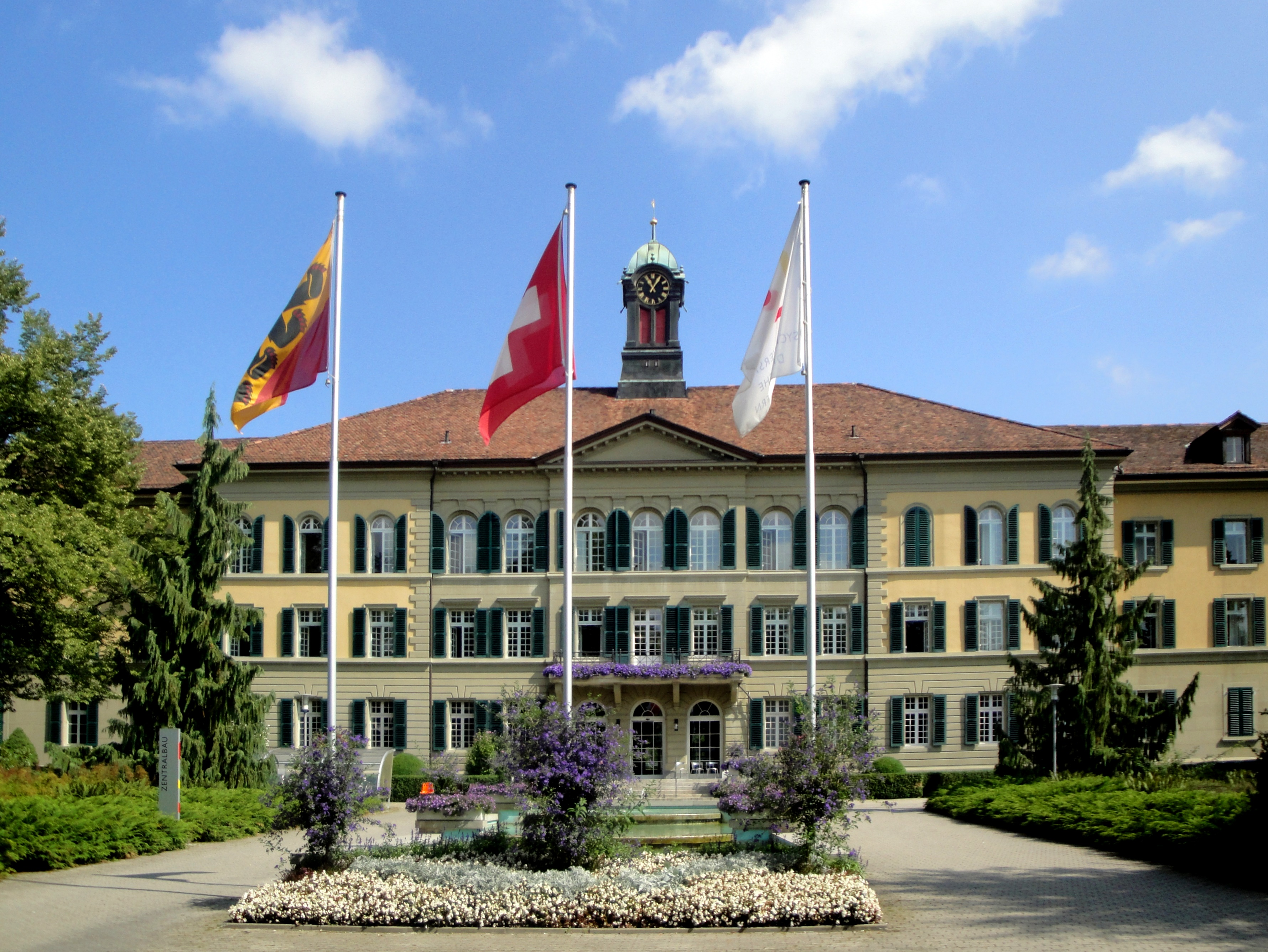
Le bâtiment principal de l'hôpital psychiatrique de la Waldau à Berne, où Grunthal exerce de 1934 à 1965.

En 1936, avec l'aide de la Fondation Rockefeller, il fonde l'Institut anatomique du cerveau de la clinique psychiatrique de la Waldau, qu'il dirige jusqu'en 1965 (son successeur sera Giorgio Pilleri ). De 1943 à 1970, il a également dirigé le laboratoire psychopharmacologique de JR Geigy AG à la Waldau. En 1944, il a reçoit un Venia Docendi de psychiatrie et d'anatomie du cerveau. À partir de 1954, il est professeur associé à l'Université de Berne.
Il prend sa retraite en 1965.
Il est l'auteur de nombreux travaux sur le cerveau et sur l'histoire et la philosophie de la médecine.

### Mort
Il meurt le 5 janvier 1972 à Berne.